# 江措
江措（藏語：རྒྱ་མཚོ，威利转写：rgya mtsho，1939年—），男，藏族，西藏左贡人，中华人民共和国政治人物，曾任西藏自治区人民政府常务副主席，西藏自治区人大常委会副主任。